# Nukulaelae
Nukulaelae is een atol en district in de Polynesische staat Tuvalu. Nukulaelae ligt in het zuiden van het land; slechts Niulakita ligt nog zuidelijker. Het atol bestaat uit 19 kleine eilanden en had in 2002 393 inwoners.

## Sport
Nukulaelae heeft een voetbalteam dat op het hoofdeiland Funafuti al zijn wedstrijden speelt, dat is FC Manu Laeva.

## Geboren
- Bikenibeu Paeniu (1956), voormalig premier
- Vaisua Liva (1993), Tuvaluaans voetballer

Eilanden:
Nanumanga ·
Niulakita ·
Niutao
Atollen:
Funafuti ·
Nanumea ·
Nui ·
Nukufetau ·
Nukulaelae ·
Vaitupu